# Antxon Olarrea
Antxon Olarrea es un lingüista español y profesor de lingüística en la Facultad de Español y Portugués en la Universidad de Arizona. Es autor de varios libros y artículos sobre la lingüística teórica y la morfología y la sintaxis del español.

## Contribuciones a la lingüística
Olarrea recibió su doctorado en lingüística de la Universidad de Washington. Actualmente, tiene el rango de Associate Professor en la Facultad de Español y Portugués en la Universidad de Arizona y es miembro de la facultad del programa Second Language Acquisition and Teaching (SLAT por sus siglas en inglés, o Adquisición y enseñanza de segundas lenguas) y del Center for Latin American Studies. Sus intereses de investigación incluyen el cambio lingüístico y la variación (socio)lingüística como están relacionados con la sintaxis, y el origen del lenguaje.

## Libros
- Hualde, José Ignacio; Olarrea, Antxon; Escobar, Anna María (2001). Introducción a la lingüística hispánica. Cambridge, Reino Unido: Cambridge University Press. ISBN 9780521803144.

- Olarrea, Antxon (2004). Orígenes del lenguaje y selección natural. Madrid]: Editorial Equipo Sirius. ISBN 9788495495570.

- Ordóñez, Francisco; Olarrea, Antxon (2001). «Weak subject pronouns in Caribbean Spanish and XP pied piping». Features and interfaces in Romance: Essays in honor of Heles Contreras. John Benjamins. pp. 223-238. ISBN 9789027237309.